# 2014 en informatique
2013 en informatique - 2014 - 2015 en informatique
Cet article présente les faits marquants de l'année 2014 en informatique.

## Événements
- OPA amicale d'Atos sur Bull. Bull apporte ses compétences dans les solutions de souveraineté (systèmes hautes performances, sécurité) ainsi que dans les systèmes ouverts et le logiciel libre pour former un champion européen du cloud computing, de la cybersécurité et du big data. L'opération est menée conjointement par les équipes de Thierry Breton, PDG d'Atos, ex n°2 de Bull et ex-ministre de l'Économie, des Finances et de l'Industrie, et Philippe Vannier, PDG de Bull.
- GlobalFoundries achète les usines de  semi-conducteurs d'IBM, en échange de 1,5 G$[1],[2].
- 7 avril : publication de la faille de sécurité critique Heartbleed qui affecte la bibliothèque OpenSSL.
- 24 septembre : publication de la faille de sécurité Shellshock (aussi appelé Bashdoor) qui affecte le shell Bash

## Normes
- 1er août : (initialement prévu au 1er février)[3] application de la nouvelle norme européenne bancaire SEPA (Single Euro Payments Area), le numéro de compte des entreprises passe de 8 à 25 chiffres[4],[5]

## Logiciel

### Système d'exploitation
- 8 avril 2014 : fin de support de Windows XP[6]
- octobre : fin de commercialisation de Windows 7[7]
- BSD
  - FreeBSD est sorti en version :
    - 10 le 20 janvier
- Noyau Linux :
  - 3.13 le 20 janvier
  - 3.14 le 30 mars
  - 3.15 en juin
  - 3.16 le 3 août
  - 3.17 le 5 octobre
  - 3.18 le 7 décembre
- Distribution Linux : 
  - Ubuntu 14.04 (long-term support LTS)
  - Mageia 4
- GNOME
  - 3.12 en mars
  - 3.14 en septembre
- KDE
  - 4.13 en avril
  - 4.14 en août

## Matériel
- Processeurs :
  - Intel sort des processeurs gravés en 14 nm (voir Haswell)
  - IBM sort des processeurs POWER8.